# Maria Jelinek
Maria Hana Jelinek, oryg. Jelínková, po mężu Harrington (ur. 16 listopada 1941 w Pradze) – kanadyjska łyżwiarka figurowa pochodzenia czechosłowackiego, startująca w parach sportowych z bratem Ottonem Jelinkiem. Uczestniczka igrzysk olimpijskich (1960), mistrzyni (1962) i wicemistrzyni świata (1960), mistrzyni (1961) i wicemistrzyni Ameryki Północnej (1957), dwukrotna mistrzyni Kanady (1961, 1962).

## Życiorys
W 1948 roku rodzina Jelinek wyemigrowała z rodzinnej Czechosłowacji z powodu przejęcia władzy przez reżim komunistyczny. Maria miała wtedy zaledwie sześć lat, zaś jej starszy brat Otto siedem. Przenieśli się najpierw do Szwajcarii, a następnie do Kanady, gdzie rodzeństwo zaczęło trenować łyżwiarstwo figurowe. W 1955 roku odnieśli pierwszy sukces zdobywając mistrzostwo Kanady juniorów w parach sportowych.
W kolejnych latach czterokrotnie plasowali się na drugim stopniu podium w mistrzostwach Kanady, przegrywając z Barbarą Wagner i Robertem Paulem w latach 1956–1958 i w 1960 roku. Na arenie międzynarodowej zaczęli osiągać sukcesy w 1957 roku, kiedy to zdobyli brązowy medal mistrzostw świata i srebro mistrzostw Ameryki Północnej. Do 1960 roku zdobyli jeszcze dwa medale mistrzostw świata, brąz w 1958 roku oraz srebro w 1960 roku ustępując po raz kolejny parze Wagner / Paul. W ich jedynym występie olimpijskim w 1960 roku w Squaw Valley zajęli czwartą lokatę.
W 1961 roku rodzeństwo Jelinek po raz pierwszy zostali mistrzami Kanady i byli faworytami do medali mistrzostw świata i Ameryki Północnej. Dzień przed mistrzostwami Ameryki Północnej rodzeństwo miało wypadek na treningu. Po upadku Otto doznał wstrząśnienia mózgu, Maria zaś miała ranę na udzie. Pomimo tego zignorowali zalecenia lekarzy, wystąpili i zdobyli tytuł. Główne zawody sezonu, mistrzostwa świata 1961 miały odbyć się w ich rodzinnej Pradze. Rodzeństwo Jelinków, które nadal było obywatelami Czechosłowacji podlegali tamtejszemu prawu, więc obawiało się reperkusji po wjeździe do komunistycznego państwa. W celu zapewnienia bezpieczeństwa Marii i Otto Jelinkom Międzynarodowa Unia Łyżwiarska (ISU) zagroziła wycofaniem mistrzostw z Pragi, jeżeli rodzeństwu nie zapewni się spokojnego wjazdu i wyjazdu z Pragi. Czechosłowacki rząd zgodził się na takie warunki i pozbawił rodzeństwa czechosłowackiego obywatelstwa. Ostatecznie do rywalizacji na mistrzostwach nie doszło z powodu katastrofy samolotu lecącego z Nowego Jorku do Brukseli, na pokładzie którego znajdowała się amerykańska reprezentacja łyżwiarzy figurowych podróżująca na mistrzostwa. Mistrzostwa odwołano, a rodzeństwo Jelinek przełożyło decyzję o zakończeniu kariery na kolejny sezon, aby móc wystąpić na mistrzostwach w kolejnym roku.
W 1962 roku rodzeństwo Jelinek zdobyło drugi tytuł mistrzów Kanady, natomiast karierę zakończyli zdobyciem złotego medalu mistrzostw świata w Pradze.
W latach 1963–1969 rodzeństwo występowało w rewii łyżwiarskiej Ice Follies.

## Osiągnięcia
Z Ottem Jelinkiem
| Zawody                        | 1955           | 1956           | 1957           | 1958           | 1959           | 1960           | 1961           | 1962           |                |                |                |                |                |                |                |                |                |
| Międzynarodowe                | Międzynarodowe | Międzynarodowe | Międzynarodowe | Międzynarodowe | Międzynarodowe | Międzynarodowe | Międzynarodowe | Międzynarodowe | Międzynarodowe | Międzynarodowe | Międzynarodowe | Międzynarodowe | Międzynarodowe | Międzynarodowe | Międzynarodowe | Międzynarodowe | Międzynarodowe |
| ----------------------------- | -------------- | -------------- | -------------- | -------------- | -------------- | -------------- | -------------- | -------------- | -------------- | -------------- | -------------- | -------------- | -------------- | -------------- | -------------- | -------------- | -------------- |
| Igrzyska olimpijskie          |                |                |                |                |                | 4              |                |                |                |                |                |                |                |                |                |                |                |
| Mistrzostwa świata            |                |                | 3              | 3              | 4              | 2              |                | 1              |                |                |                |                |                |                |                |                |                |
| Mistrzostwa Ameryki Północnej |                |                | 2              |                |                |                | 1              |                |                |                |                |                |                |                |                |                |                |
| Krajowe                       |                |                |                |                |                |                |                |                |                |                |                |                |                |                |                |                |                |
| Mistrzostwa Kanady            | 1 J            | 2              | 2              | 2              |                | 2              | 1              | 1              |                |                |                |                |                |                |                |                |                |

## Nagrody i osiągnięcia
- Galeria Sławy Skate Canada – 1994[4]